# فستفيل أم ألبيس
فستفيل أم ألبيس (بالألمانية: Wettswil am Albis) هي بلدية ضمن مقاطعة أفولتن في كانتون زيورخ بسويسرا. تبلغ مساحتها 3.77 كيلومتر مربع ويُقدر عدد سكانها 5112 نسمة (حسب إحصاءات ديسمبر 2017).